# Xanthorhoe magnata
Xanthorhoe magnata là một loài bướm đêm trong họ Geometridae.